# Bajpas (medicina)
Bajpas, zaobilaznica, prenosnica, hirurški šant je svaka prirodna ili veštačka zaobilaznica za skretanje fiziološkog protoka cirkulišućeg sadržaja u telu čoveka, izvedena hirurškim putem.

## Primena
Primjenjuje se za:
- Premošćivanje suženja ili začepljenje lumena krvnih sudova (arterijski ili venski bajpas), nakon koronarnih, perifernih ili venskih okluzija krvnih sudova (uz pomoć krvnih sudova uzetih sa drugog mesta u telu ili veštačkih cevi),
- Skretanje toka cerebrospinalnog likvora kod hidrocefalusa
- Hirurško lečenje enormno gojaznih osoba, kao bi se ubrza protok svarene hrane kroz želučano-crevni i crevno-crevni bajpas izvode
- Privremeno zaobilaženje srca pri izvođenju hirurških zahvata na srcu, kada se primenjuje kardiopulmonalni bajpas (vantelesna cirkulacija)

## Vrste

### Aortokoronarni bajpas
Aortokoronarni bajpas je operacija na srcu kojom se premošćuje suženje koronarnih krvnih sudova koji ishranjuju srce. Za ovo premošćenje koriste se arterije ili vene uzete sa drugog mesta tela gde njihovo prisustvo nije neophodno. Pomoću njih se krv iznad mesta suženja dovede do mesta ispod suženja. Tako srce dobija dovoljnu količinu krvi i sa njom kiseonika potrebnu za normalan rad. Krvni sudovi koji se koriste za bajpas se nazivaju graftovi.
Postoje dve osnovne vrste graftova koji se koriste za uspostavljanje aortokoronarnog bajpasa : venski i arterijski.
- Venski graftovi su zbog osobina svog zida manje kvalitetni i postavljaju se na krvne sudove srca manjeg značaja.
- Arterijski graftovi su dugotrajniji i obezbeđuju bolje preživljavanje. Arterija mamarija je graft koji se najviše koristi i stavlja se na prednju međukomorsku granu leve koronarne arterije. Ona ishranjuje prednji zid grudnog koša sa koga se ovaj krvni sud skine i jednostavno prebaci na srce. Primena ovog grafta danas je postala opšte prihvaćena i gotovo obavezna metoda premošćavanja prednje međukomorske grane leve koronarne arterije.

Ovom metom bolesnik se rešava bol kod angine pektoris, sprečava nastanak eventualnog infarkta srca, a kod osoba koje su već preležale infarkt sprečava dalje pogoršanje funkcije srčanog mišića (miokarda).
Zbog velike raširenosti koronarne bolesti aortokoronarni bajpas je danas postao jedna od najčešće izvođenih hirurških intervencija u svetu kod bolesnika kod kojih je ugradnja stenta kontraindikovana ili nepouzdana.

### Vantelesni krvotok
Vantelesni krvotok ili kardiopulmonalni bajpas (skraćeno KPB) omogućava izvođenje hirurške intervencije na otvorenom srcu koje se dovodi u stanje mirovanja. Hirurški pristup za primenu KPB je medijalna sternotomija.
Time se obezbeđuje beskrvno operativno polje, a ulogu srca i pluća privremeno preuzimaju mehanička pumpa i oksigenator. Ova metoda se dans, primenjuje za većinu operacija na otvorenom srcu.

### Duodenojejunalni bajpas
Duodenojejunalni bajpas danas je postao jedna od rutinskih hirurških metoda u lečenju enormno gojaznih osoba, čiji je broj u zapadnom svetu dostigao status epidemije na globalnom nivou, sa više od 300 miliona enormno gojaznih ljudi širom sveta (sa definisanim indeksom telesne mase (BMI) većim od 30 kg/m².
Široko je priznato da konzervativne intervencije, kao što su ishrana i promena u ponašanju, kao i farmakološka terapija imaju manje povoljnih dugoročnih efekata, hirurška intervencija je za sada postala najefektivniji način kojim se leči težak oblik gojaznosti.
Ugradnjom ovog bajpasa ubrzava se protok svarene hrane kroz želudačno-crevni i crevno-crevni bajpas, i time smanjuje metabolizam.
Osobe koje dolaze u obzir za ovaj hirurški zahvat lečenja debljine treba da imaju indeks telesne mase veći od 40, ili ako je manji od 40, da imaju bolesti povezane s debljinom kao što je npr šećerna bolest.

### Šant za drenažu likvora
Skretanje toka cerebrospinalnog likvora kod hidrocefalusa (stanje koje je karakteriše abnormalnim nakupljanjem cerebrospinalnog likvora u moždanim komorama ili šupljinama mozga, što za posljedicu može imati povećanje intrakranijalni pritisak sa svim pratećim posledicama) može se do konačnog zbrinjavanja njegovog uzroka obaviti primenom drenažnih sistema — šantova. Oni mogu biti spoljašnji ili unutrašnji.
Unutrašnje drenaže preko specijalnih katetera odvode likvor u drugu telesnu šupljinu, npr. peitonelnu šupljinu, pleuralnu, desnu pretkomoru, pa prema tome mogu biti ventrikularno-peritonelnealni (VP), ventrikulo-pleuralni (VPL), ventrikulo-atrijalni (VA) šant i sinusni šant.
Između katetera postoji jednosmerna valvula (ventil) koja propušta likvor iz moždanih komornog u trbušnu šupljinu. Kada naraste pritisak likvora u moždanim komorama, ventil propušta višak u trbušnu šupljinu.
Drenažni sistemi (šantovi) mogu biti i konstantnog pritiska ili s programibilnom valvulom kojoj se može menjati pritisak nakon ugradnje pomoću magnetnog polja i tako ona prilagoditi bolesnikovim potrebama.
Spoljašnje drenaže su privremena mera i sprovode se kada nije moguće postaviti trajnu drenažu, npr. kod upale mozga sa hidrocefalusom.

## Spoljašnje veze
|  | Molimo Vas, obratite pažnju na važno upozorenje u vezi sa temama iz oblasti medicine (zdravlja). |